# Safia brunca
Safia brunca là một loài bướm đêm trong họ Noctuidae.